# Sveriges Pojkscoutråd
Sveriges Pojkscoutråd (SPR) var ett samarbetsorgan för Sveriges pojkscoutverksamhet 1965-1968 som underställdes Svenska Scoutunionen (SSU). SPR bildades i samband med att Sveriges Flickscoutråd (SFR) inträdde i SSU för att fungera som dess motpart i pojkscoutfrågor. SPR:s verksamhet återfördes till SSU och Svenska Scoutrådet vid utgången av 1968.